# Fissistigma santapaui
Fissistigma santapaui D.Das – gatunek rośliny z rodziny flaszowcowatych (Annonaceae Juss.). Występuje naturalnie w indyjskim stanie Asam. 

## Morfologia
PokrójZimozielone drzewo dorastające do 13 m wysokości. Młode pędy są owłosione.
LiścieMają podłużny kształt. Mierzą 16–22 cm długości oraz 6–8 cm szerokości. Nasada liścia jest zaokrąglona. Blaszka liściowa jest o spiczastym wierzchołku. Ogonek liściowy jest owłosiony i dorasta do 15 mm długości.
KwiatyZebrane po 810 w wierzchotki, rozwijają się w kątach pędów. Działki kielicha mają owalny kształt, są zrośnięte u podstawy i dorastają do 2 mm długości. Płatki mają podłużny kształt i osiągają do 10 mm długości. Kwiaty mają owłosione słupki o długości 2–3 mm.

## Biologia i ekologia
Kwitnie w marcu.